# Nicole (Lot-et-Garonne)
Nicole é uma comuna francesa na região administrativa da Nova Aquitânia, no departamento Lot-et-Garonne. Estende-se por uma área de 4,81 km². Em 2010 a comuna tinha 222 habitantes (densidade: 46,2 hab./km²).